# Illiniza
L'Illiniza és un volcà adormit de l'Equador, situat uns 50 quilòmetres al sud de Quito. En realitat consta de dos pics: l'Illiniza Nord (5.126 m) i l'Illiniza Sud (5.248 m) situat a 1,8 km del primer. Malgrat que sembla que la majoria d'erupcions daten del Plistocè, el dom de lava Rasuyacu sembla haver estat actiu encara en època holocena.